# Guadalca insularis
Guadalca insularis är en trollsländeart som beskrevs av Douglas E. Kimmins 1957. Guadalca insularis ingår i släktet Guadalca och familjen skimmertrollsländor. Inga underarter finns listade i Catalogue of Life.